# Front religieux uni

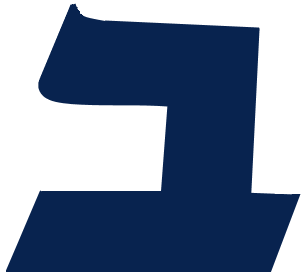
Logo utilisé par le Front religieux uni lors des premières élections israéliennes en 1949.

Le Front religieux uni (hébreu : חזית דתית מאוחדת, Hazit Datit Meuhedet) était une alliance politique des quatre partis religieux majeurs en Israël, ainsi que l'Union des Indépendants religieux, formée afin de participer aux élections législatives de 1949.

## Histoire
Le Front religieux uni a été créé comme une alliance des quatre plus grands partis religieux : le Mizrahi, l'Hapoel Hamizrahi, l'Agoudat Israël et le Poale Agoudat Israël, ainsi que l'Union des Indépendants religieux, afin de participer aux élections législatives de 1949, les premières après la Déclaration d'indépendance d'Israël.
Lors de ces élections, l'alliance obtint 16 sièges, ce qui en fit le troisième plus gros groupe de la Knesset. La répartition initiale des sièges fut la suivante : 7 pour l'Hapoel Hamizrahi, 4 pour le Mizrahi, 3 pour le Poale Agoudat Israel et 2 pour l'Agoudat Israel. L'alliance rejoignit le Mapaï de David Ben Gourion afin de former la première coalition gouvernementale israélienne, aux côtés du Parti progressiste, des Communautés séfarades et orientales et de la Liste démocratique de Nazareth.
Cependant, l'alliance suscita des problèmes au sein de la coalition gouvernementale en raison de ses positions divergentes sur l'éducation dans les camps de nouveaux immigrants et sur le système d'éducation religieuse. Elle demanda aussi à David Ben Gourion la fermeture du ministère de l'Approvisionnement et du Rationnement et la nomination d'un homme d'affaires comme ministre du Commerce et de l'Industrie. Ce qui entraîna la démission de David Ben Gourion le 15 octobre 1950.
Après que les différends eurent été résolus, David Ben Gourion forma un deuxième gouvernement le 1er novembre 1950, le Front religieux uni conservant sa place dans la coalition gouvernementale.
Après les élections législatives de 1951 pour la seconde Knesset, l'alliance se dissolut entre ses différentes composantes qui participèrent individuellement.

## Représentants à la Knesset
| Knesset (Nombre d'élus)    | Représentants |
| -------------------------- | --- |
| 1re élections de 1949 (16) | - Agoudat Israel : Meir David Levinstein, Yitzhak-Meir Levin - Hapoel Hamizrahi: Moshe Unna, Yosef Burg, Eliyahu-Moshe Ganhovsky, Aharon-Ya'akov Greenberg, Zerach Warhaftig, Moshe Kelmer (remplacé par Eliyahu Mazor d'Agoudat Israel le 11 mars 1949), Haim-Moshe Shapira - Mizrahi: Yehuda Leib Maimon, Mordechai Nurock, David-Zvi Pinkas, Avraham-Haim Shag - Poale Agoudat Israel: Avraham-Yehuda Goldrat, Kalman Kahana, Binyamin Mintz |